# Milka Kraljev
Milka Kraljev (Buenos Aires, 8 de noviembre de 1982) es una remera argentina.  
Compitió en los Juegos Olímpicos de 2004, en los Juegos Olímpicos de 2012 y en los Juegos Olímpicos de 2020.
En los Juegos Suramericanos de Medellín 2010 obtuvo dos medallas de oro en Doble Par Ligero y en Single Ligero.
Participó de los Juegos Panamericanos de Guadalajara 2011, donde obtuvo la medalla de oro en Cuádruple Par.
En los Panamericanos de Toronto 2015 consiguió el bronce en Cuádruple Par.